# Sebastián Garrote Sapela
Sebastián Teodoro Garrote Sapela (Valladolid, 9 de noviembre de 1870-Valladolid, 18 de septiembre de 1945) fue un jurista, pianista y profesor de música en la Universidad y en el Conservatorio de Música de Valladolid, así como un distinguido miembro de la Real Academia de Bellas Artes.

## Biografía

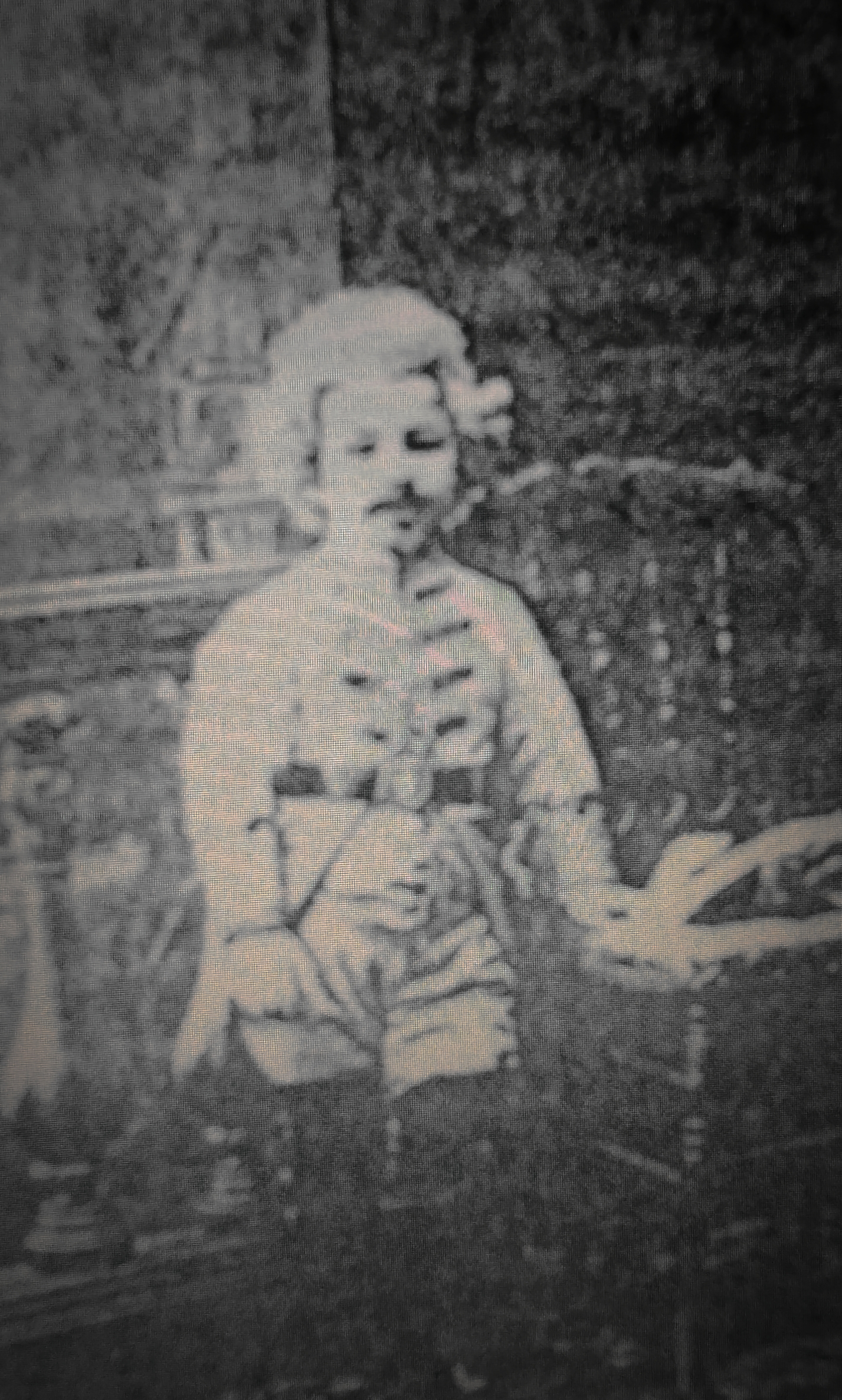
Sebastián Garrote de niño, disfrazado de Mozart

Nacido en Valladolid el 9 de noviembre de 1870, pertenecía a la adinerada e influyente familia de los Garrote. Sus padres fueron Sebastián Luciano Garrote Fernández y Jacoba Sapela Santarém. Su abuelo, Pedro Garrote Martín, fue un importante banquero en la capital castellana. Cursó en Valladolid sus primeros estudios, el bachillerato y el grado en Derecho.
Su carrera jurídica fue una de las más notables del siglo XX, destacando en todas las ramas del Derecho. Sin embargo, su principal especialidad fue el Derecho Penal, gracias a sus profundos conocimientos y su elocuencia forense. En sus intervenciones en causas de la Audiencia de Valladolid se le reputa de «notable criminalista».
Defendió en 1900 a Luis Zurro, acusado de apuñalar varias veces a su antiguo jefe, Teodoro Jiménez, quien lo había despedido con anterioridad. La actuación de Garrote logró rebajar la pena del acusado, pese a la dificultad del caso.
En 1901 es nombrado abogado bastantero y bibliotecario del Ilustre Colegio de Abogados de Valladolid. En 1911, fue vocal de la Academia de Jurisprudencia, presidida por Antonio Royo-Villanova y, más adelante, en 1912, se desempeña como abogado y secretario de la Junta de Instrucción Pública.
En 1917 la Junta de Gobierno del Colegio de Abogados le concedería un voto de gracias ratificado por unanimidad en la Junta General, con motivo de su excelente actuación en el Congreso de Abogados llevado a cabo en San Sebastián.
Pese a que él y su esposa solían pasar largas temporadas allá donde fuera la Corte del rey Alfonso XIII, Sebastián creía en la idea de una República como la Tercera República Francesa. Él soñaba con la posibilidad de educar y culturizar al pueblo llano, que tan poco acceso a la educación tenía. Asimismo, su labor para con el pueblo no se limitaba a simples sueños y deseos, pues a lo largo de su prestigiosa y talentosa carrera musical, realizó infinidad de conciertos benéficos, lo que hizo que se ganase rápidamente el cariño de la comunidad vallisoletana.
En 1931, con la proclamación de la Segunda República Española, Sebastián celebró la posibilidad de una nueva etapa para el país, una que creía iba a ser de cultura y prosperidad; a diferencia de su esposa, Gabriela, firmemente monárquica. Sin embargo, con el alzamiento de la izquierda, las reformas anticatólicas y los desastres burocráticos de este período, Sebastián se sintió traicionado y enormemente apenado. Su sector, el de los reformistas moderados, se vio relegado a un papel secundario en una sociedad cada vez más radicalizada y dividida en extremos, lo que propició el estallido de la guerra civil.

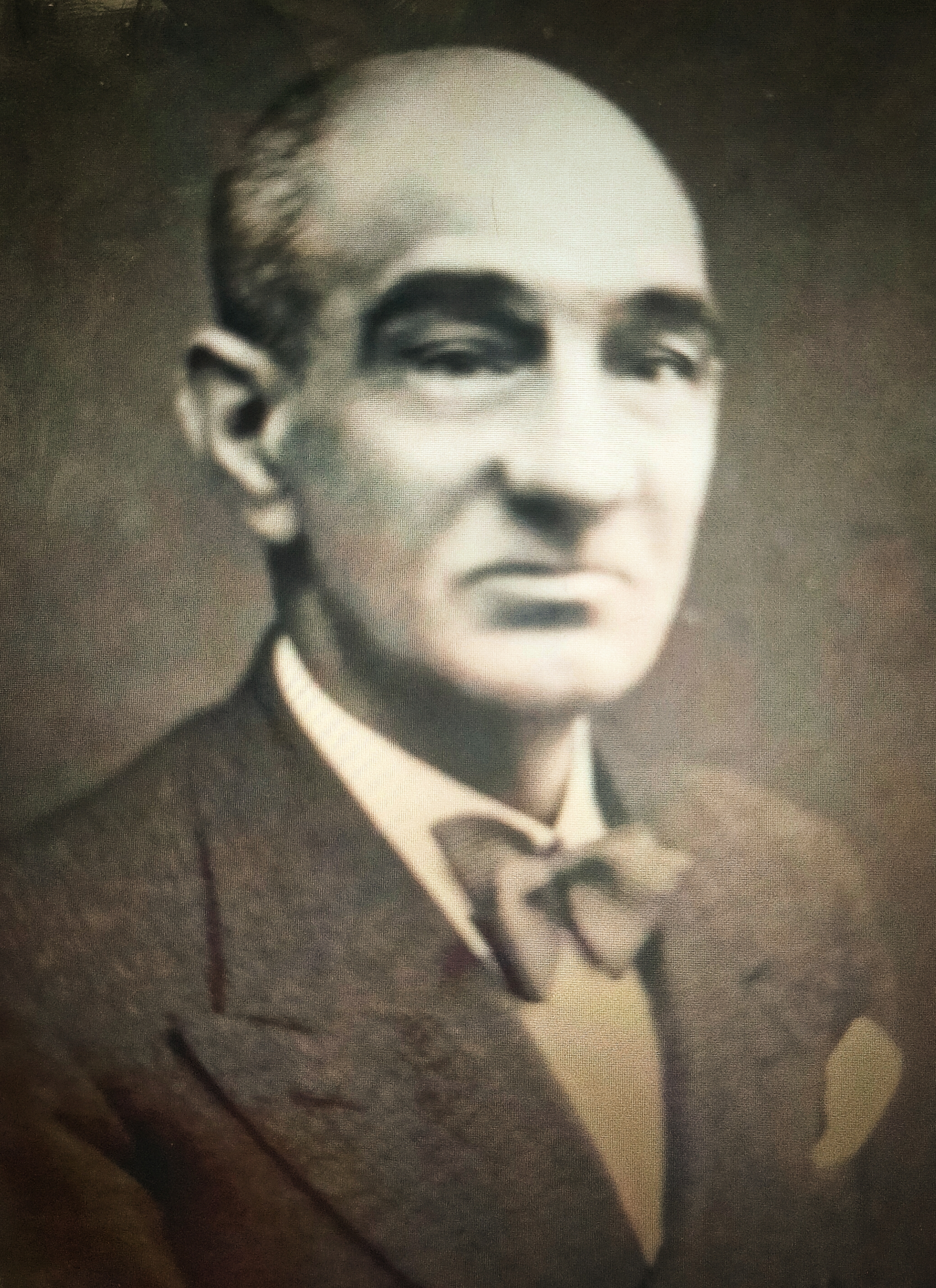
Sebastián Garrote Sapela

En este nuevo escenario, la figura de Sebastián Garrote Sapela fue puesta en duda debido a sus ideales originalmente republicanos. En respuesta a esto, su hijo, Mario Garrote Rochette, se presentó voluntariamente para combatir en el bando nacional, en defensa del honor y la figura de su padre. Sin embargo, la desgracia cayó sobre Sebastián cuando su hijo fue abatido y matado en el Alto de León, durante la Batalla de Guadarrama (1936). Sebastián se trasladó personalmente con la viuda de su hijo, doña Matilde Lucía Soto Castillo, para recuperar el cuerpo y darle un entierro digno. Desde ese momento, Sebastián no volvería a tocar el piano en público, sintiéndose el principal culpable de la muerte de su hijo. Acaba así una de las mejores carreras musicales del siglo XX en España, reservado únicamente para el ámbito familiar y amical. Además, la mayor parte de sus obras se perdieron en un incendio del Teatro Zorrilla en esta misma guerra.
Sebastián Garrote Sapela fallecería el día 18 de septiembre de 1945, suceso que fue relatado por todos los diarios vallisoletanos de la época: El Norte de Castilla, Diario Regional, Libertad. La Revista Jurídica Astrea destacaría, además, la gran valía y sencillez del ilustre abogado. La Real Academia de Bellas Artes de la Purísima Concepción, en su correspondiente Boletín, publica la siguiente necrología:

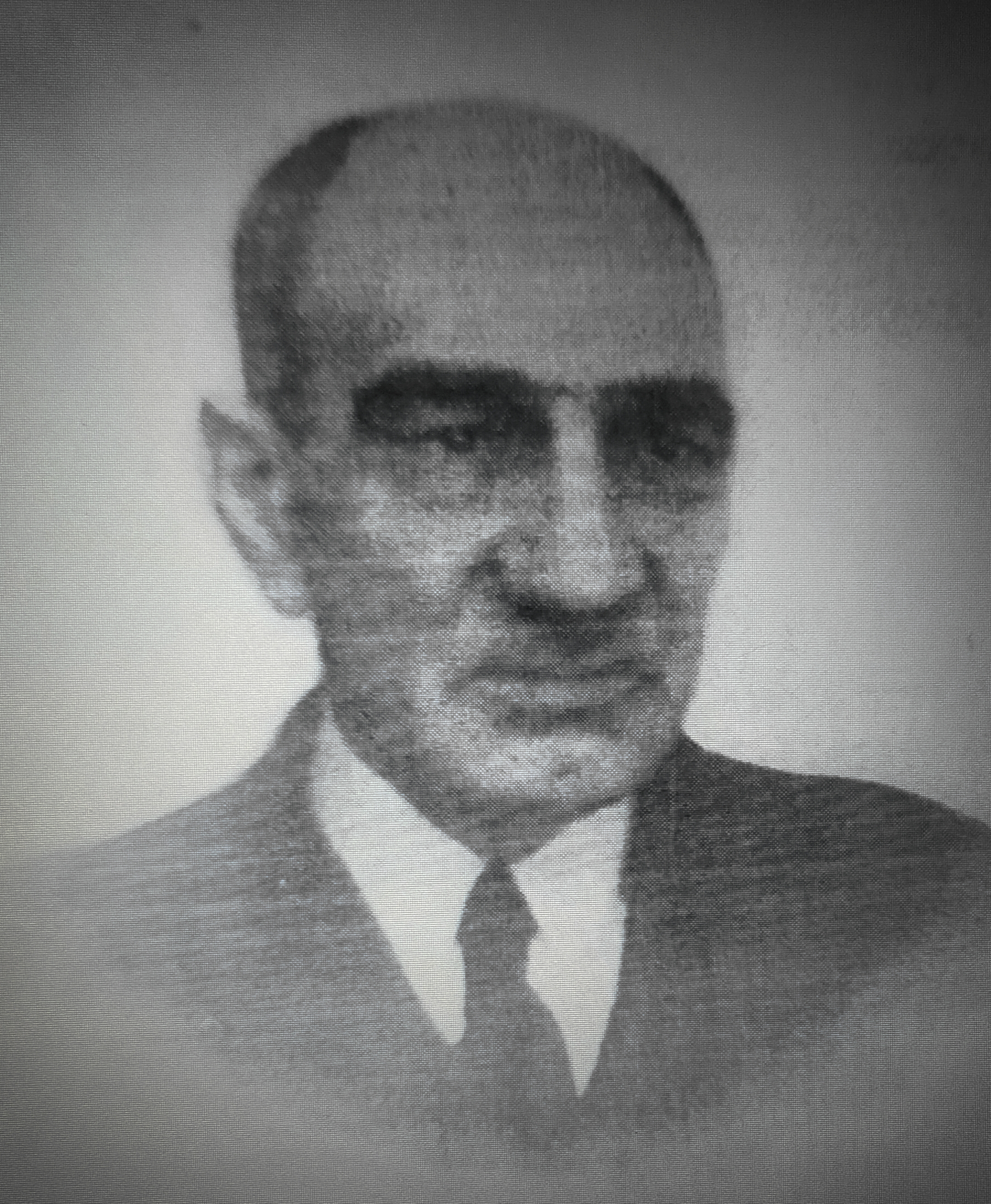
Sebastián Garrote Sapela de anciano

«El 18 de septiembre de 1945 falleció don Sebastián Garrote Sapela, que pertenecía a nuestra Academia, y a su sección de Música, desde el 31 de octubre de 1915. Era, pues, uno de los académicos más antiguos, y desde el 16 de marzo de 1931 desempeñaba el cargo de Secretario. Desde su juventud, o mejor aún, desde su niñez, dio Sebastián Garrote clara muestra de su afición y disposiciones para el divino arte. En aquellas reuniones que la buena sociedad vallisoletana celebraba por los años del 1880 al 90, Garrote tomaba parte muy activa, y su exquisita ejecución y buen gusto en el piano le hacían alcanzar muchos aplausos. Por entonces, o muy poco después, compuso la música de varias zarzuelas, con letra de autores locales, que se representaron en nuestros teatros, y especialmente en el de Zorrilla, con general aceptación. Las actividades del foro, que le absorbieron luego, hiciéronle abandonar el cultivo de la música, aunque no su entusiasmo por ella. En el ejercicio de la abogacía, Sebastián Garrote alcanzó muchos y muy notorios triunfos. De tal modo dominaba la oratoria forense, y el conocimiento de las leyes, que más de una vez se vio obligado a improvisar sus informes, y siempre lo hizo con brillantez. En cuanto a sus cualidades personales, eran hasta tal punto excelentes, que sólo simpatías tenía. Su popularidad era extraordinaria. ¡Descanse en paz nuestro querido compañero!».

## Carrera musical
Se desconoce cómo y cuándo se introdujo en el mundo de la música, pero seguramente estudiase con el cuadro de profesores del Instituto Libre de Enseñanza, instruido desde 1880 por Luciano Aparicio y Leandro García.

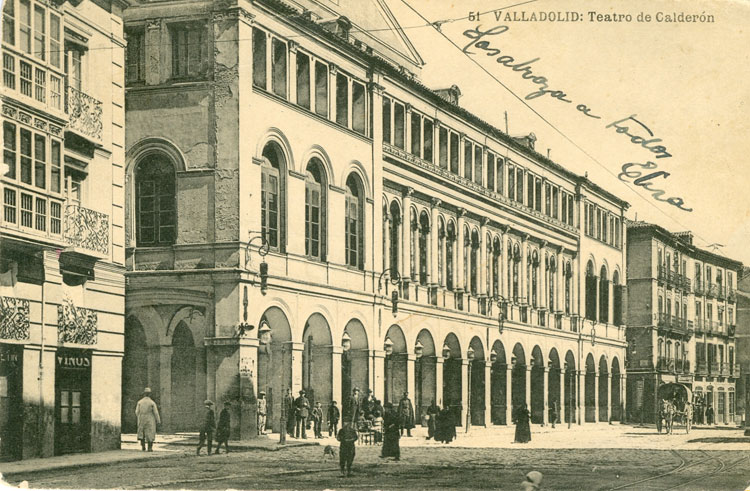
Teatro Calderón - Valladolid

El 21 de abril de 1888 Sebastián debuta con su primera actuación en público, interpretando la Gran Tarantela, para piano, del compositor y pianista Louis Moreau Gottschalk, en el Círculo de Calderón de la Barca (Teatro Calderón). El motivo de este evento fue otro de los muchos conciertos-bailes característicos de dicho edificio, situado en la calle de las Angustias. Garrote escogió una obra de gran virtuosismo, lo que decía mucho de la valentía de aquel joven pianista. El Norte de Castilla dedicó unas breves palabras de la actuación en su crónica del evento:  «...El Sr. Garrote Sapela también atendió al ruego de la junta directiva y con suma galantería se prestó gustoso a ejecutar al piano, con la maestría que le es proverbial, la Gran Tarantela de Gottschalk».
Al año siguiente, Sebastián Garrote Sapela debuta también como compositor, siendo uno de los más jóvenes del momento al tener poco más de 18 años. De nuevo, el Círculo de Calderón vuelve a ser testigo de los primeros pasos del compositor, con el estreno de una composición propia, para voz y piano, titulada: Piedad. Es una obra compuesta expresamente para aquellos momentos de Semana Santa, en abril de 1889. El mismo Sebastián acompaña al piano a una de las mejores sopranos españolas de la época, la joven intérprete vallisoletana, la señorita Felisa Lázaro, que apenas contaba con 21 años de edad. El Norte de Castilla vuelve a narrar los hechos, pues la joven pareja logró congregar ese día a multitud de jóvenes amantes de la música de las más altas esferas.
Al mes siguiente, el 10 de mayo de 1889, los mismos salones de la sociedad del Círculo de Calderón acogerían a este dúo musical una vez más para otro concierto-baile, donde interpretarán, tras otras siete señoritas más y acompañados por la ilustre señorita Añíbarro, el estreno de otra obra de Sebastián: Esperanza y desengaño.

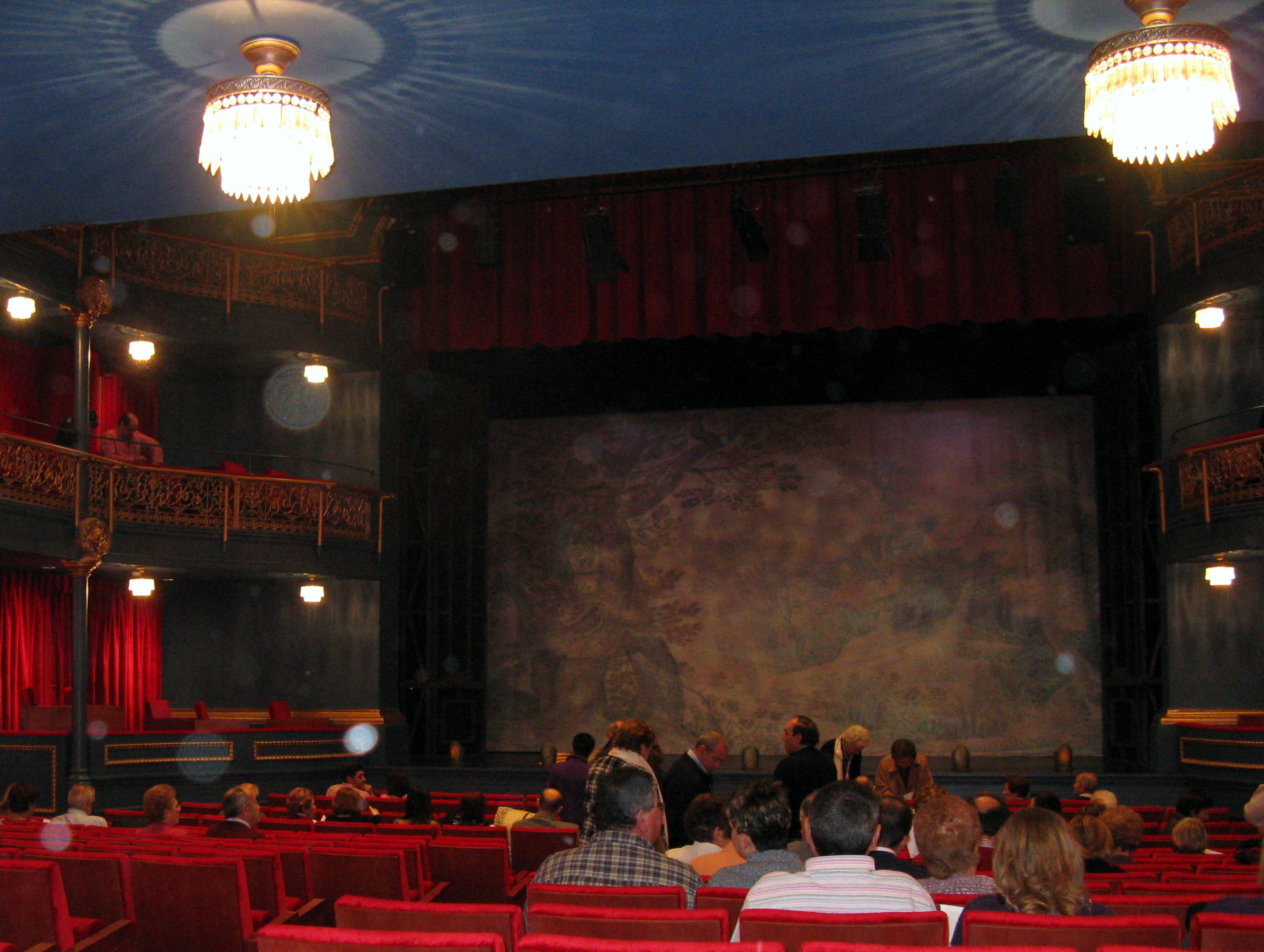
Interior del Teatro Zorrilla actualmente

El 2 de enero de 1895, en el Teatro Zorrilla, Sebastián Garrote apuesta por la música de escena, colaborando con Mediavilla para interpretar "La huerta de la Cruz", obra póstuma del escritor y periodista Constantino Presencio. El Norte de Castilla se pronuncia de esta manera:  «...Pero de todas suertes, los Sres. Garrote y Mediavilla han realizado un trabajo apreciabilísimo, y han acreditado de nuevo sus condiciones de entendidos músicos. El público les llamó a escena al final». Sebastián Garrote tenía poco más de 24 años cuando estrena esta obra, lo que demuestra una vez más su precocidad musical. Y el cronista –Ángel Guerra, seudónimo de Isidoro Coloma– era algo más, realmente un destacado crítico del momento, que juzgó la juvenil obra de «trabajo apreciabilísimo».
En 1928, con motivo de una excursión de la Estudiantina vallisoletana a Lisboa, Sebastián Garrote compuso para esta un pasacalle titulado: Las modistillas. Un hecho curioso sobre su creación reside en la notable coincidencia con uno de los temas de Un americano en París, compuesto por George Gershwin. Esta coincidencia se ha guardado como tradición en el seno de la familia, siendo simplemente una historia curiosa en el ámbito amical. Por supuesto, aunque ambas obras fueran creadas en el mismo período de tiempo, ello no supone el plagio de ninguno de los compositores.

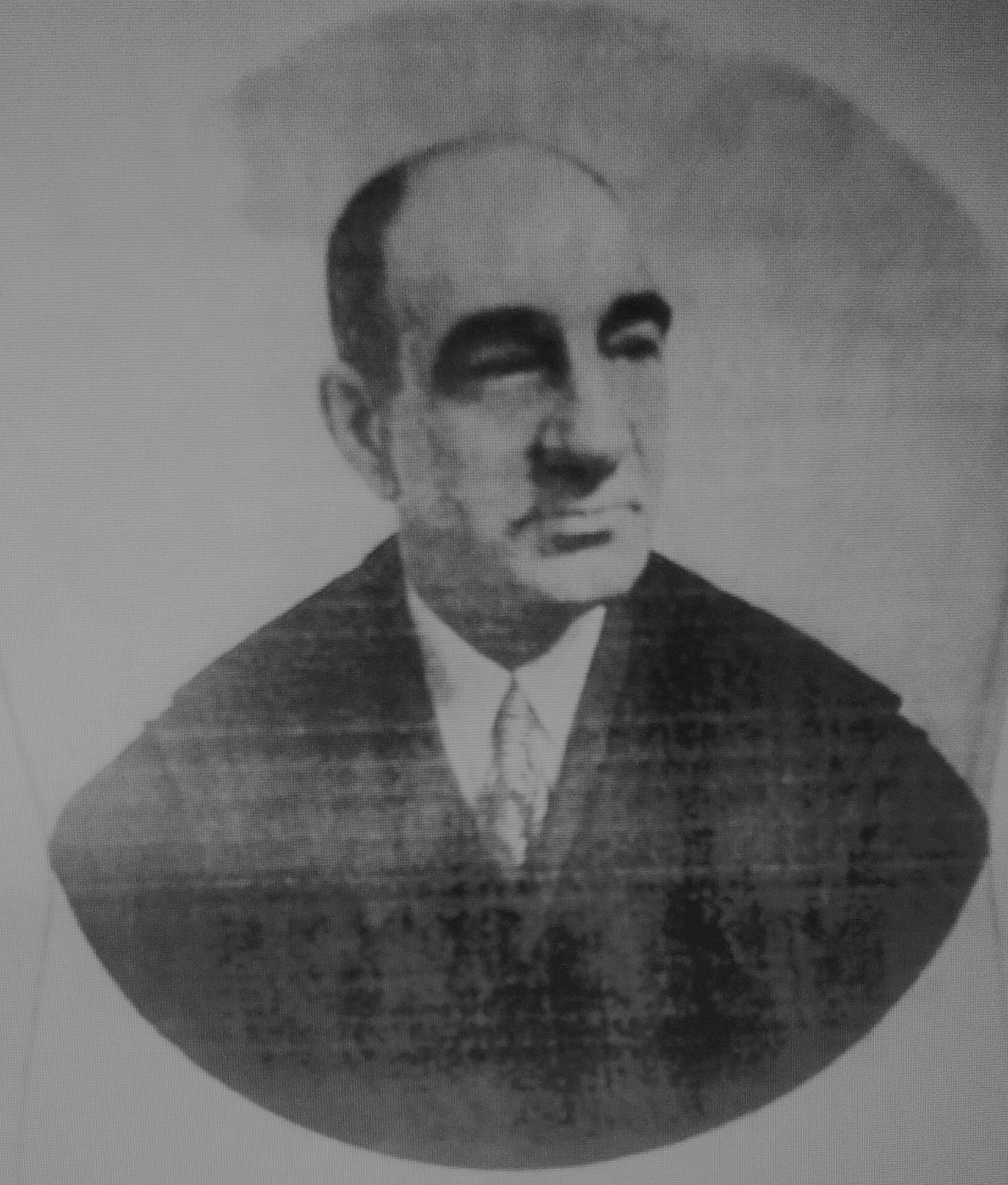
Sebastián Garrote Sapela con su toga de jurista

Sebastián Garrote puso también música a varios textos de autores vallisoletanos. Asimismo, se cree que el propio Garrote fue autor de varios libros, poniendo como ejemplo un drama completo en 3 actos y en verso, manuscrito autógrafo de él, titulado: Las consecuencias del vicio. Sin embargo, pese a que este manuscrito apareció entre sus pertenencias, no se tiene constancia de si es él el verdadero autor, pues en la cabecera no figura el autor.
El Teatro Calderón se encargó de guardar gran parte de la obra de Sebastián Garrote Sapela por motivos desconocidos. Sin embargo, un incendio durante la guerra civil acabó con la misma. Esta misma guerra acabó para siempre con las actuaciones en público de Sebastián Garrote Sapela, reservándose sus últimos años las actuaciones para veladas privadas con amigos o familiares.
Su piano, premiado y reconocido en todo Valladolid, fue un cola Gaveau 1878-Médaille D´Or (París).

## Real Academia de Bellas Artes
Sebastián Garrote Sapela ocupó el sillón XI de la Real Academia de Bellas Artes gracias a su vasta cultura y por sus grandes conocimientos y dotes musicales.

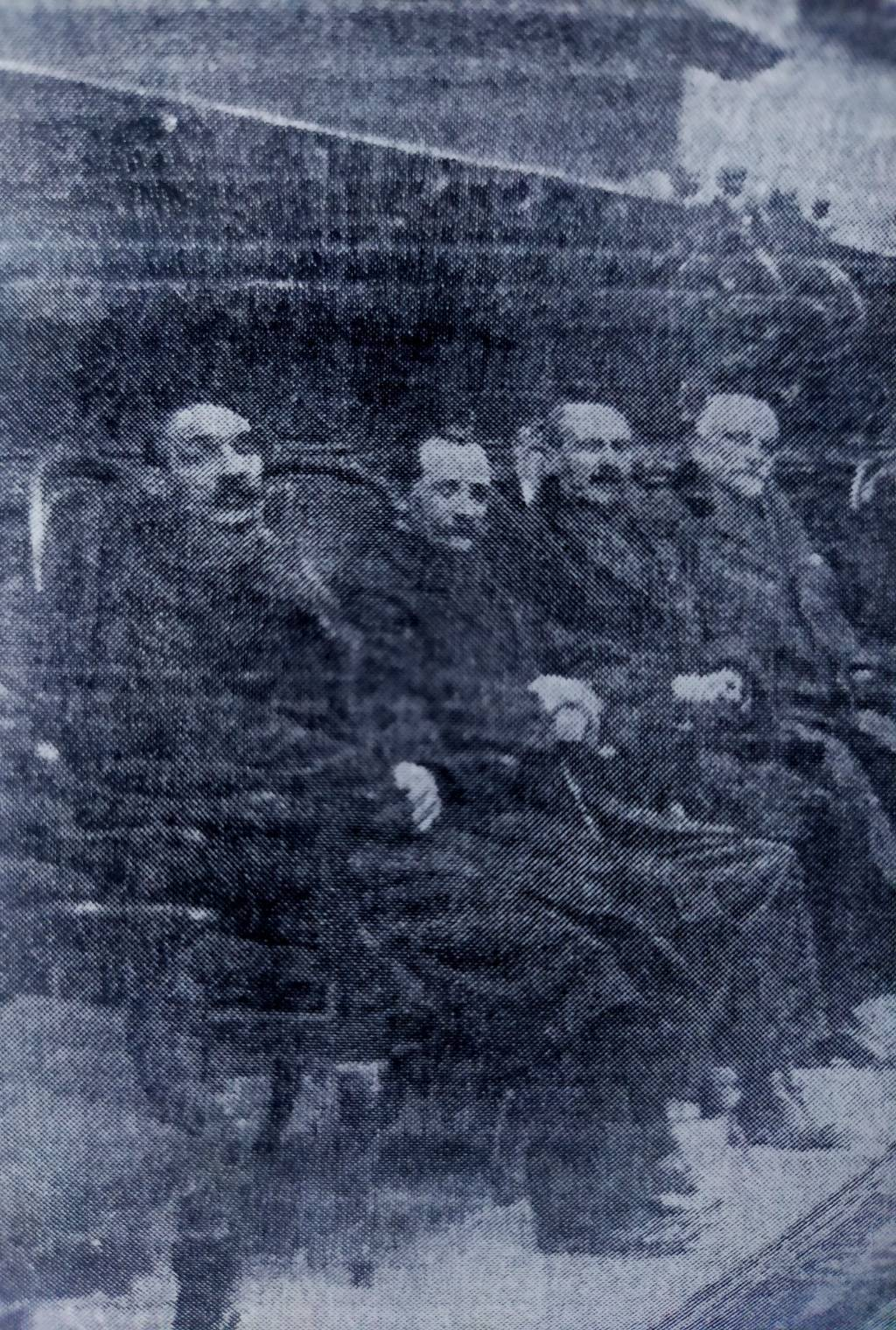
Sebastián Garrote en la Real Academia de Bellas Artes

Ingresó a la institución el 31 de octubre de 1915, dando un hermoso discurso que sería contestado por el ilustre académico, escritor y poeta vallisoletano, Ricardo Allué Morer, que le dedica estas palabras:
«Es maestro del Derecho; y en el foro, abogando un día y otro por la justicia ha revelado su vasta cultura jurídica y su brillante elocuencia, haciendo que su nombre sea uno de los más justamente tenidos en mucho entre el rico plantel de los jurisconsultos que han salido de nuestra Universidad y han honrado nuestro colegio de Abogados. Es artista también; y si las exigencias de la vida le han obligado a dar preferencia en el trabajo a su profesión de abogado, no le han privado de cultivar con amoroso afán las Bellas Artes y muy especialmente la que tiene por Musa inspiradora, a la divina Euterpe. Su temperamento artístico tal vez le hubiera llevado a las cumbres del Arte, si el balduque de los legajos de papel sellado no le hubiera atado las alas; pero si no voló, supo sí caminar por los caminos llanos de la cultura artística, y ha llegado a ser, aunque su modestia trate de ocultarlo, un crítico notable en que se unen la clarividencia del juicio, la sutilidad de la percepción y la exquisitez del gusto».
El Norte de Castilla también se manifestó ante la recepción de Sebastián Garrote Sapela como nuevo académico de la sección de Música:

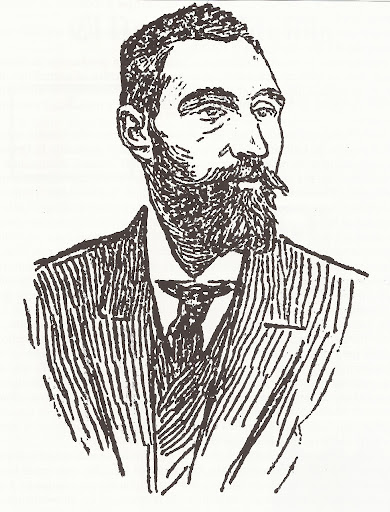
Ilustración de Sebastián Garrote Sapela de El Norte de Castilla (1909)

«El acto que revistió gran solemnidad, fue presidido por el consiliario de la docta corporación, ilustrísimo señor don Manuel de Castro, obispo de Jaca, a quien –en justo homenaje a su talento, a su saber y a su elevada jerarquía en la Iglesia– cedieron el sillón presidencial el presidente y los consiliarios más antiguos. Asistieron el gobernador civil, el alcalde, el rector de la Universidad y representantes de las demás autoridades y de las corporaciones y entidades de la capital, que con los académicos, ocuparon los sitiales del estrado. La concurrencia de público era extraordinariamente numerosa; y en ella se contaban muchísimas distinguidas damas y bellísimas señoritas, que lucían elegantes tocados, dando a la fiesta académica una singular nota de encanto y distinción. Constituida en Junta la corporación, los académicos señores Taladriz y Manzanares salieron a buscar al nuevo compañero, quien al entrar en el salón, fue saludado con cariñosa salva de aplausos. El señor Garrote Sapela ocupó en seguida la tribuna y dio lectura a su discurso de ingreso. «Algo sobre las Bellas Artes», titulaba modestamente su disertación; en ella no dice el señor Garrote un algo, sino mucho y muy atinado y muy profundo, revelando cultura extensa, claro juicio y galana pluma. Comienza con un recuerdo cariñoso y encomiástico de su antecesor en el sillón académico, don Venancio María Fernández de Castro, ilustre abogado, bibliotecario, escritor y hablista, de grata memoria. Después sienta y comenta el concepto del arte, y discurre luminosamente sobre su acción en la vida. Traza después, a grandes rasgos, la historia de las Bellas Artes, anotando con calurosos elogios la obra de artistas castellanos y citando a muchos contemporáneos, muy dignos ciertamente de tal honor. Y termina con una nota muy simpática de amor a la patria chica y a aquellos de sus hijos que con su talento y su trabajo, en los diversos aspectos de la actividad, la dan honra y fama. El nuevo académico, al terminar la lectura de su brillante discurso, fue objeto de prolongada ovación y recibió muchas felicitaciones. Después de un breve descanso, el académico don Ricardo Allué leyó su discurso de contestación al recipiendario. Es una página de vigorosa elocuencia. Sus primeras palabras son un alto elogio del nuevo académico, a quien en nombre de la Real Corporación, da efusivamente la bienvenida; después glosa los conceptos fundamentales del discurso del señor Garrote, y expone, con fervoroso ardor, la que cree ser misión de la Academia en la iniciada obra de hacer resurgir el espíritu castellano. El breve discurso, hondo de pensamiento y bellísimo de forma, del castizo literato, fue premiado con calurosos aplausos de la concurrencia y sinceras felicitaciones de los académicos. Terminados los discursos, el ilustre prelado de Jaca impuso al señor Garrote Sapela la medalla de académico; y después pronunció unas elocuentísimas palabras de gratitud a la concurrencia y a las autoridades y corporaciones allí presentes, de cariño sincero a los académicos y de efusivo amor a Valladolid. La cálida elocuencia del admirable orador sagrado, levantó entusiástica ovación. Y concluyó el acto, durante el cual, en diversos momentos, un notable cuarteto, dirigido por el excelente maestro Aparicio, ejecutó algunas joyas clásicas de música de cámara. En el elegante comedor del Círculo de Recreo, el nuevo académico Garrote Sapela obsequió ayer con un espléndido almuerzo a algunos compañeros y amigos íntimos. La comida fue servida exquisitamente por el restaurante de la casa. No hubo brindis, solamente a la hora del champagne, se levantaron las copas en honor del nuevo académico y de la Academia»
En 1918, tres años después de ingresar en la Real Academia, Garrote fundó la Escuela de Música de Valladolid, de donde fue profesor de solfeo.

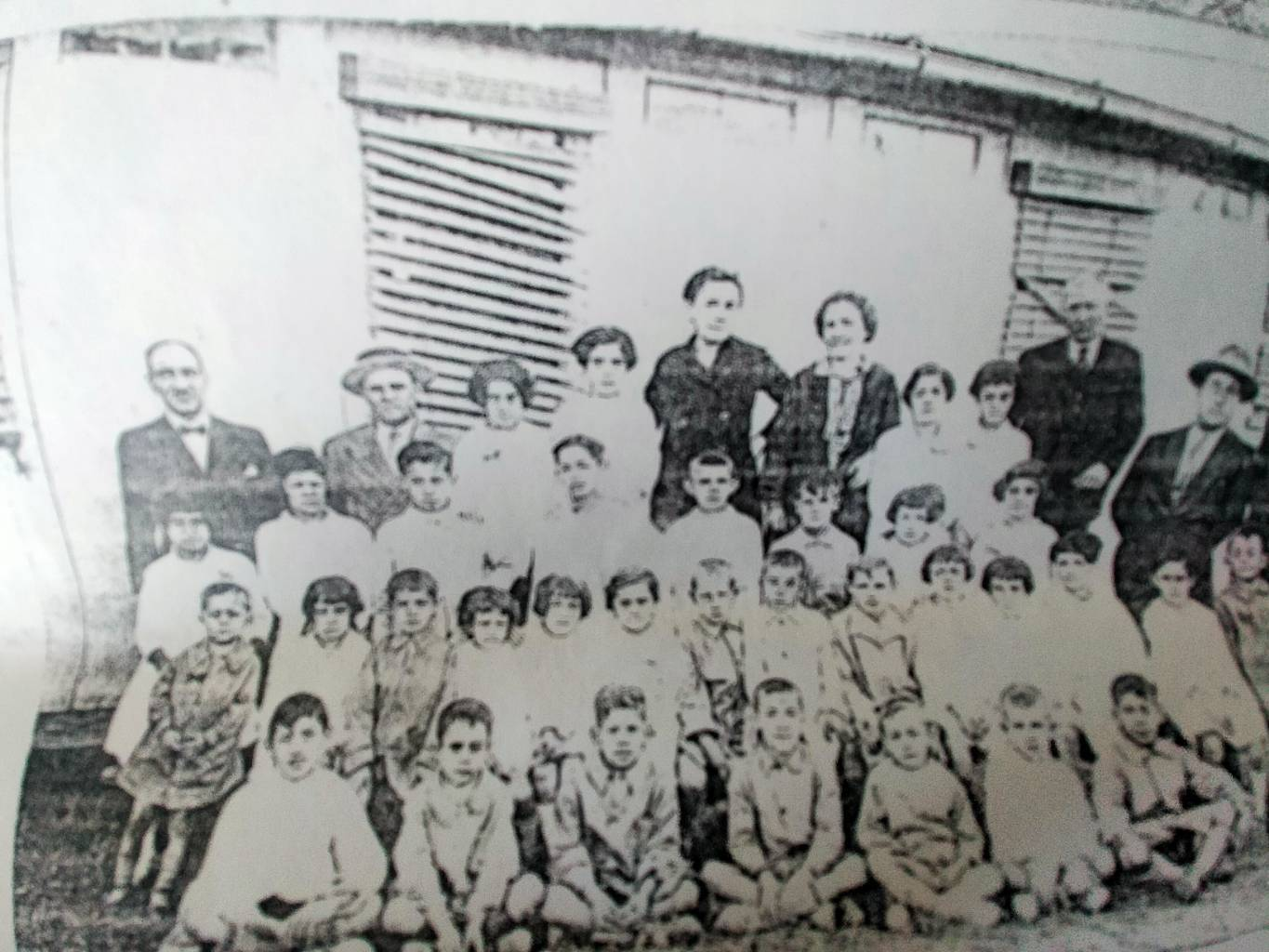
Sebastián Garrote Sapela (primero de pie, atrás izq.) con los estudiantes de la Escuela de Música de Valladolid

## Matrimonio y familia

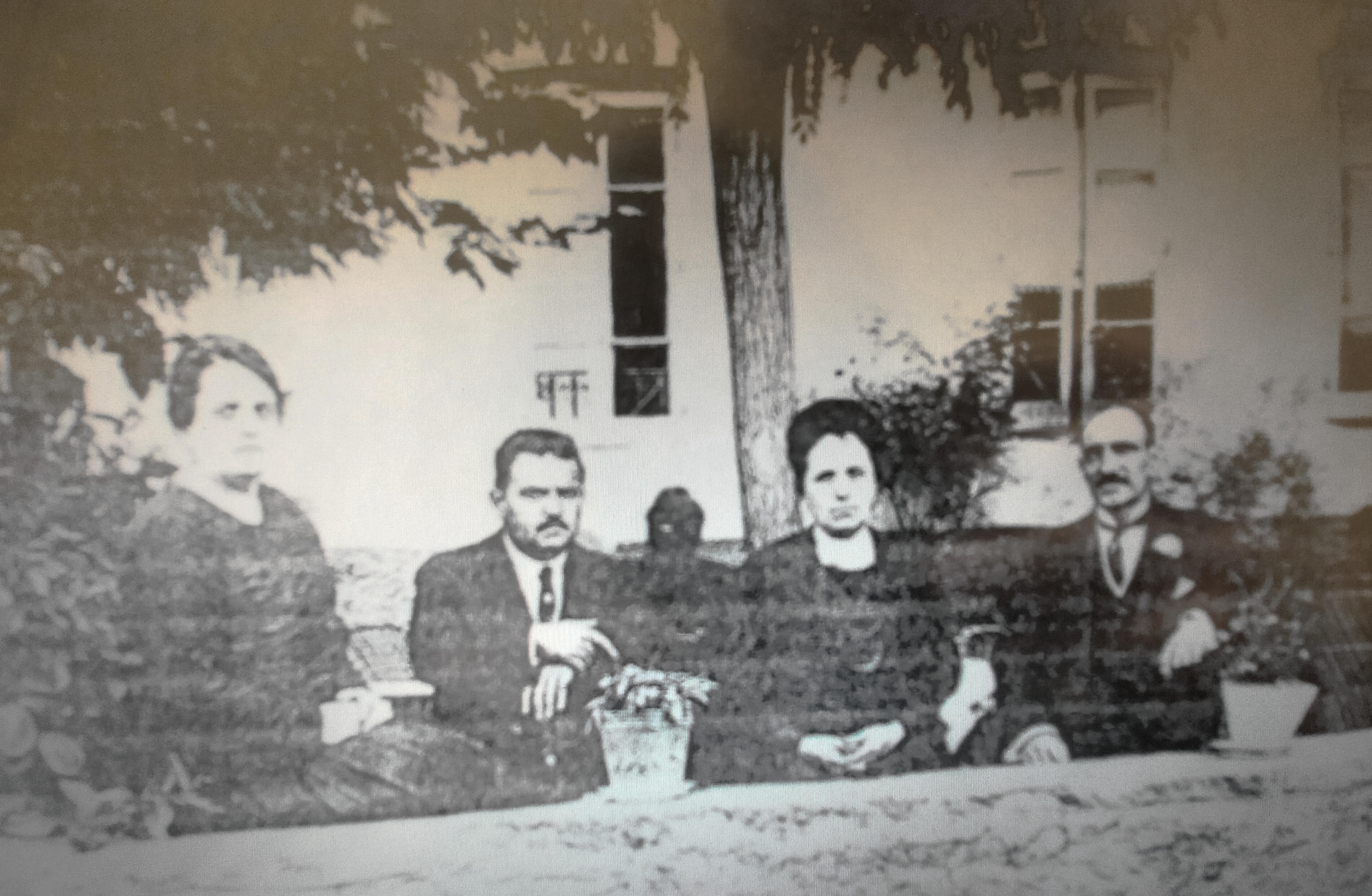
Sebastián (primero drcha.) y Gabriela (segunda drcha.) con dos amigos.

Sebastián Garrote Sapela se casó en Valladolid el 29 de junio de 1892 con Gabriela Rochette Chanut (1873-1958), una joven francesa proveniente de una adinerada familia de rancio abolengo. El matrimonio tuvo seis hijos:
- Luisa Gabriela Petra Garrote Rochette (1894-?)
- Gabriel Garrote Rochette (1895-1964)
- Sebastián Garrote Rochette (1904-1966)
- Alberto Garrote Rochette
- Mario Garrote Rochette (fall. 1936)
- Beatriz Garrote Rochette